# Sidubrug

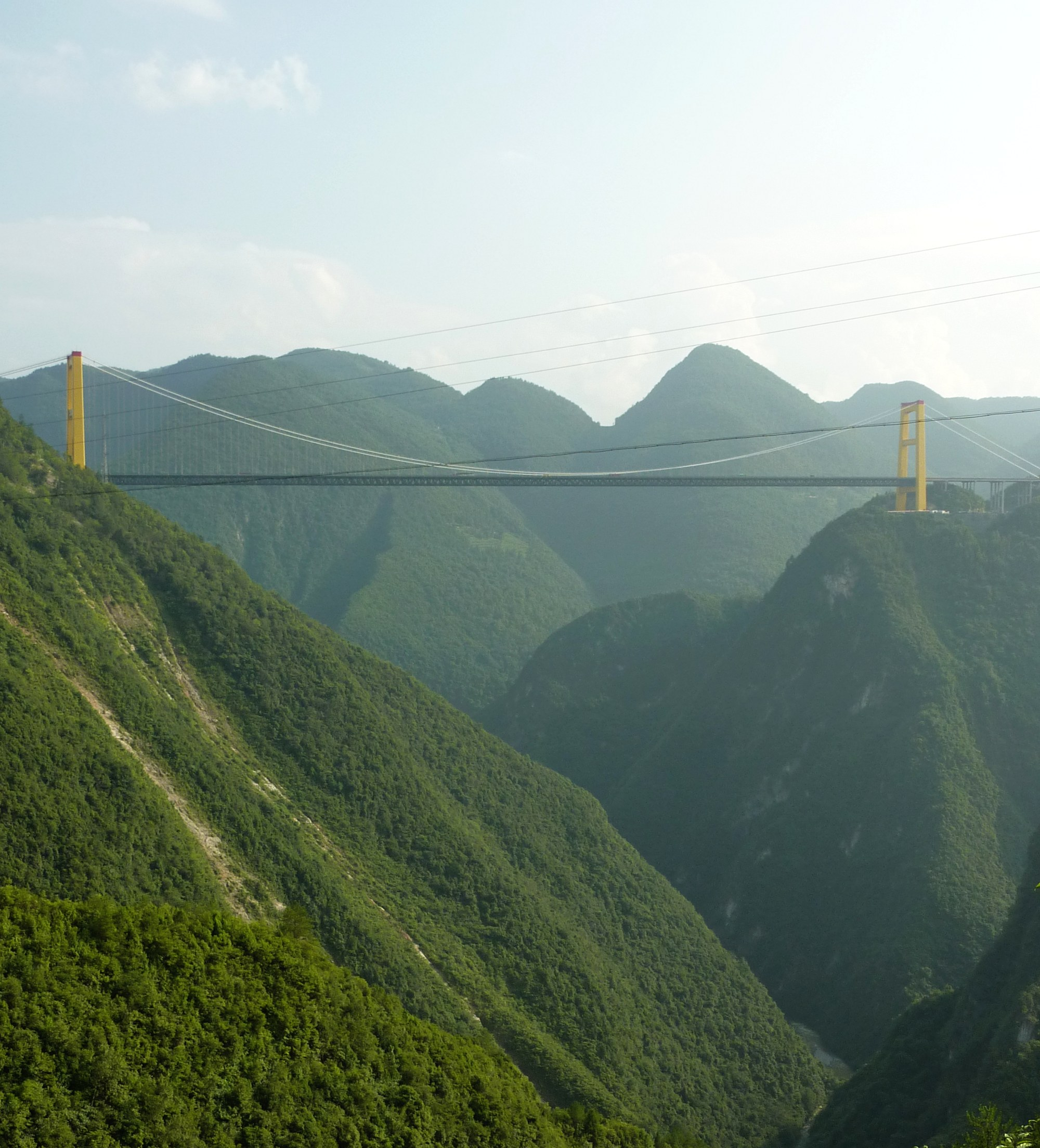
De Siduhebrug

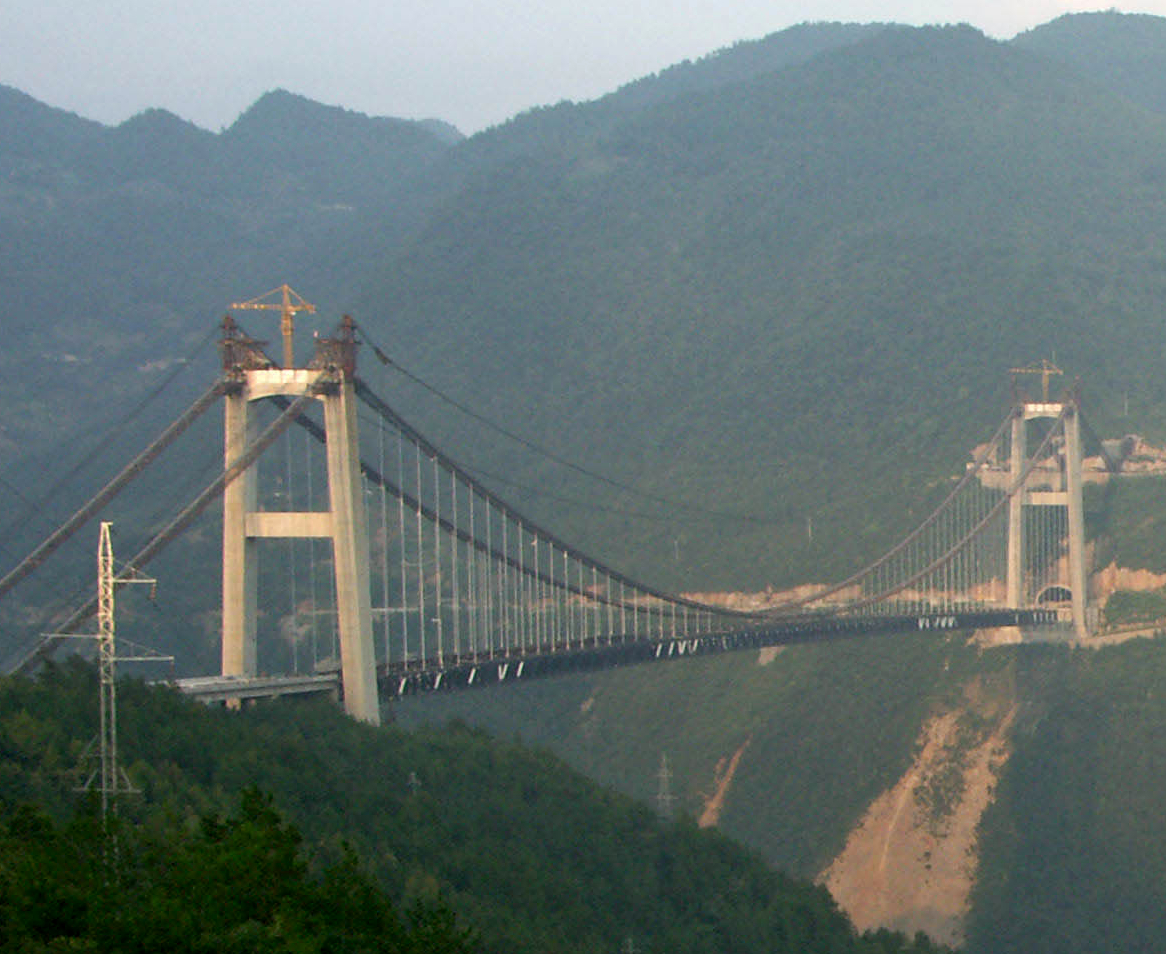
De Siduhebrug is des te adembenemender omdat een van de twee brugeinden aansluit op een tunnel door de aangrenzende heuvel

De Sidubrug (Chinees: 四渡河特大桥, Sìdù hé dàqiáo) is een hangbrug van staal en gewapend beton over de rivier de Sidu in het gebergte de Wu Shan in het westen van China. Over de brug loopt de G50 Huyu expressway die Chongqing met Shanghai verbindt. De brug is gelegen bij het dorpje Yesanguanzhen in de county Badong in de provincie Hubei, Volksrepubliek China.
Bij haar inauguratie op 15 november 2009 was de brug de hoogste brug ter wereld, met het wegdek op 472 m boven het wateroppervlak van de rivier. Eind 2016 werd dit record gebroken door de Dugebrug, die 565 m boven een rivier hangt.
De totale lengte van de brug is 1.222 meter, de grootste overspanning 900 meter, de pylonen zijn respectievelijk 122 en 118 meter hoog, de breedte van het wegdek is 24,5 meter. De brug biedt ruimte aan twee rijbanen met elk twee rijstroken, en een aparte rijstrook voor onderhoud.
Van de ene pyloon tot boven de tunnelmond wordt de spankabel nog verankerd in de heuvelhelling door een kabel met een lengte van 114 meter. De andere zijoverspanning is 208 meter vanaf de andere pyloon. De stalen kabels van de hangbrug bestaan elk uit 16.129 smallere kabels van 5,1 mm dik.
De brug werd ontworpen door de CCSHCC Second Highway Consultants Company, Ltd. De bouwperiode liep van 2006 tot 2009.